# Zuares del Páramo
Zuares del Páramo es un gran pueblo localizado en la comarca natural del Páramo Leonés, en la provincia de León, Comunidad Autónoma de Castilla y León, España. 
No cuenta con alcaldía propia debido a que pertenece al municipio de Bercianos del Páramo junto al pueblo de Villar del Yermo y el propio Bercianos. Su Partido Judicial es La Bañeza y la mancomunidad a la que pertenece es El Páramo.
Zuares está localizado 7 km al sur de la capital del municipio y a una altitud de 800 metros.
Tiene una población de 151 habitantes (INE 2011), siguiendo la tendencia decreciente en el número de habitantes que se viene observando desde hace décadas (385 habitantes en 1950, 283 en la década de los 80).
El nombre del pueblo es de origen Germánico y el gentilicio de los nacidos en Zuares es zugareños. Su código postal es 24249.

## Servicios e infraestructuras
El pueblo cuenta con escuela propia (situada en la plaza del pueblo frente a la iglesia), centro de salud (en el que se pasa consulta un día a la semana), cancha deportiva, frontón, bar, tanatorio y un parque infantil situado en frente del bar.

## Fiestas
- 5 de mayo, San Agustín
- 15 de mayo, San Isidro Labrador
- 29 de junio, San Pedro
- 8 de diciembre, Fiestas de la Inmaculada.

## Evolución demográfica
| 2000 | 2001 | 2002 | 2003 | 2004 | 2005 | 2006 | 2007 | 2008 | 2009 | 2010 | 2011 |
| 199  | 192  | 189  | 183  | 174  | 178  | 183  | 169  | 163  | 162  | 159  | 151  |